# Hernfrid Bark
Otto Hernfrid Bark i riksdagen kallad Bark i Riddarhyttan, född 28 augusti 1895 i Skinnskattebergs församling, Västmanlands län, död där 6 september 1985, var en svensk folkskollärare och socialdemokratisk politiker.
Hernfrid Bark avlade folkskollärarexamen 1919 och invaldes som kommunalfullmäktig 1928. Han blev landstingsman 1934 och ordförande i landstinget 1957–1963. Som riksdagsman var han ledamot av andra kammaren 1949–1960, invald i Västmanlands läns valkrets.